# On oublie le reste
 (juin 2020).
Si vous disposez d'ouvrages ou d'articles de référence ou si vous connaissez des sites web de qualité traitant du thème abordé ici, merci de compléter l'article en donnant les références utiles à sa vérifiabilité et en les liant à la section « Notes et références ».
Singles de Jenifer featuring Kylie Minogue
Comme c'est bon
(2019)
On oublie le reste est une chanson de Jenifer en duo avec Kylie Minogue extraite de la réédition de son huitième album studio Nouvelle Page sorti le 15 novembre 2019. Le morceau sort en tant que cinquième et dernier single de l'album le 9 octobre 2019 via TF1 Musique. Le titre est écrit et composé par Barbara Pravi, Corson, Manon Palmer et Boban Apostolov. Il se classe à la 9e place du TOP Singles en France.

## Genèse
Cette chanson est pour Jenifer un moyen de traduire l'ambiance festive qui règne sur sa tournée. Elle veut un titre dance et fait donc appel au célèbre DJ Bob Sinclar.
Lors de la création de la chanson, Jenifer a eu envie d'inclure un sample du tube de Kylie Minogue Can't Get You Out of My Head. Son équipe envoie alors la maquette du titre à Kylie Minogue pour avoir son aval et son avis sur le titre. Cette dernière est emballée par le titre. L'idée d'un duo émerge alors.

## Promotion
Annonciateur de la réédition de Nouvelle Page, le cinquième et dernier single de l'ère On oublie le reste a créé la surprise. En effet, d'abord cachée, la présence de Kylie Minogue sur le titre a surpris les fans et le public,. Le titre entre 9e du TOP Singles et restera classé 8 semaines. Jenifer performe le single en solo pour la première fois lors de son concert anniversaire le 17 novembre 2019. C'est finalement la version solo qui est choisie pour continuer l'exploitation du titre. Cette dernière est dévoilée quelques jours avant un clip, coloré et moderne, le 6 décembre 2019.

## Accueil
Le single entre à la 9e place du TOP Singles en France et restera 38 semaines classé.

## Classement hebdomadaire
| Classement (2018) | Position |
| ----------------- | -------- |
| France            | 9        |